# Kapacitás-feszültség mérés

MOSFET szimulált C-V görbéje a kapuelektróda-szigetelés különböző vastagságai esetén

A félvezetőiparban és a szilárdtestfizikai kutatásban alkalmazott kapacitás-feszültség mérés (angol neve nyomán gyakran C-V mérés) egy elterjedt módszer félvezető anyagok, illetve a belőlük készített félvezető eszközök elektromos jellemzésére. Az eljárásban az vizsgált tartomány két pontja (elektromos kontaktusa) között elektromos feszültséget keltenek, és az ezek közötti elektromos kapacitást mérik a feszültség függvényében. 
A mérés elve azon a jelenségen alapul, hogy félvezetőkben az előfeszítés mértékétől függ a tértöltéstartomány mérete, amely pedig az eszköz elektromos kapacitására van hatással. A kapacitásváltozáshoz szükséges feszültség meghatározása például a tiltott sávon belüli állapotokról, illetve csapdaállapotokról, a töltéshordozó-koncentrációról szolgáltathat információt.
Az eljárással többek között Schottky-diódák, MIS illetve MOS eszközök (MOSFET, MOSCAP), p-n átmenetek elektromos jellemzésére van lehetőség, de folyadékkontaktusos (pl. higanykontaktusos) mérőeszközzel szilíciumszeletek vizsgálata is megvalósítható.

## Fizikai mechanizmusa

### Kapacitásváltozás
A módszer azon alapul, hogy a feszültség hatására a félvezető eszközben egy elektronoktól és elektronlyukaktól mentes kiürített tartomány alakul ki, melyben ionizált atomok, különféle lokalizált szennyezők, illetve elektromosan aktív hibahelyek, például töltéshordozó-csapdaállapotok maradnak vissza, mely tartomány kondenzátorként viselkedik. 
A kondenzátorok elektromos kapacitása általánosan az alábbi összefüggésben áll az eszköz fizikai jellemzőivel: 
{\displaystyle C=A\cdot {\frac {\varepsilon }{d}},}
ahol A a kondenzátor fegyverzeteinek felülete, {\displaystyle \varepsilon } a fegyverzetek közötti dielektrikum dielektromos állandója, d pedig a fegyverzetek távolsága. 
Azonos koncepció alapján állapítható meg egy félvezető határfelületen, feszültség hatására kialakuló kiürített tartomány kapacitása, csak ez esetben d a kiürítés szélességét jelöli. A dielektromos állandó felírásában célszerűen különírjuk a vákuum {\displaystyle \varepsilon _{0}}, és a félvezető {\displaystyle \varepsilon _{r}} relatív dielektromos állandóját, emellett a C-V méréseknél megszokott módon egységnyi felületű félvezető kapacitását írjuk fel:
{\displaystyle C_{kt}={\frac {\varepsilon _{0}\varepsilon _{r}}{d}}.}
A feszültség változtatásával a kiürített tartomány mérete változik meg, mely a kapacitás változásával jár.

### Sávelhajlás

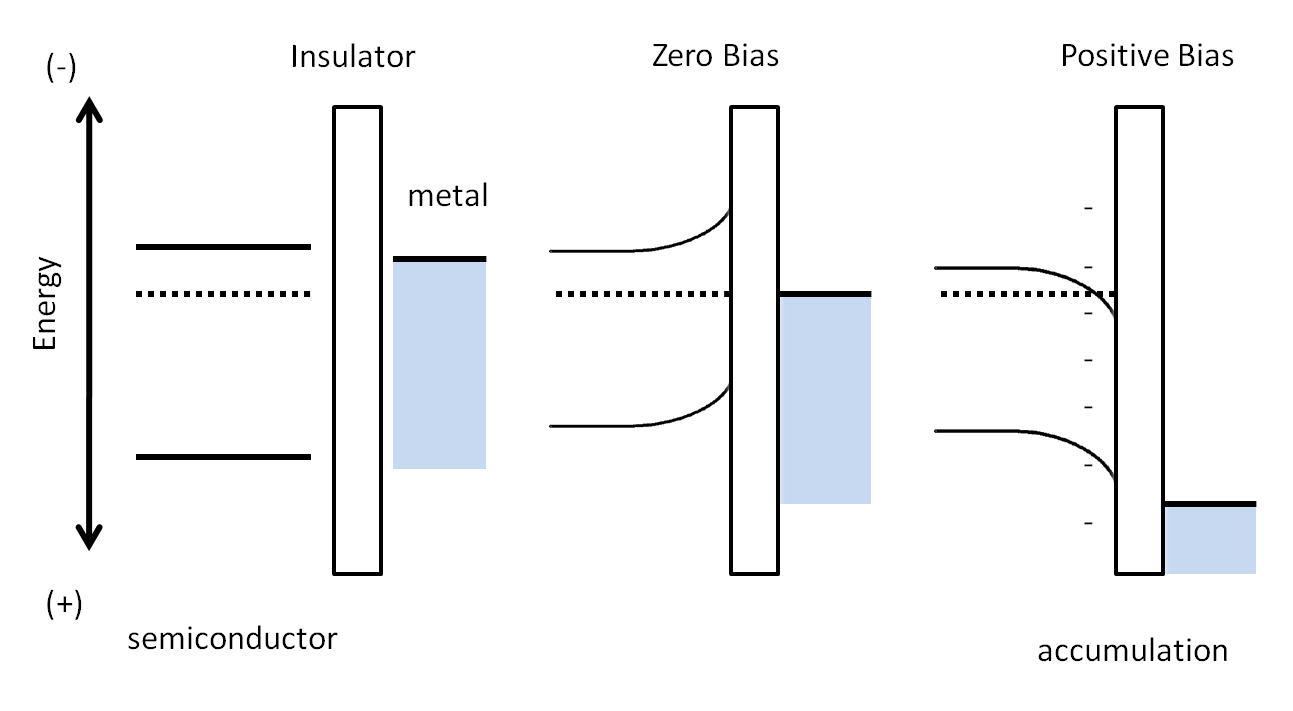
Sávelhajlások egy TFT eszközben: egyensúly előtt nincs elhajlás; egyensúlyban lehet például kiürítés; előfeszítéssel viszont akkumuláció is előidézhető

A félvezető eszközben az elektromos feszültség hatására alakul ki különböző szélességű kiürített tartomány. A jelenség az elektromos energiasáv-modellben a sávelhajlás koncepciójával mutatható be. Példaképpen tekintsünk egy MIS (fém-szigetelő-félvezető) eszközben kialakuló sávelhajlásokat a fém kontaktuson alkalmazott különböző előfeszítések esetén. Az ábrán egy félvezető és egy fémes tartomány határfelületét láthatjuk, a két tartományt szigetelő választja el egymástól.
Az ábrán balra látható, hogy egy n-típusú (elektronvezető) félvezető és egy fémes tartomány közötti termikus egyensúly beállta előtt a félvezető határfelületén a sávok laposak. Ha a tartományokat összeérintjük, a Fermi-szint a két tartományban egyensúlyba kerül. Az energiasávok a félvezetőben elhajlanak, ami kiürített tartományt alakít ki a félvezető és a szigetelő határfelületén, ahol igen kevés töltéshordozó található. Ha pozitív előfeszítést alkalmazunk a fémes tartományon, akkor ennek Fermi-szintje lefelé tolódik, ami akkumulációs réteget alakít ki a félvezetőben, a szigetelővel közös határfelületéhez közel.
Ha ellentétes feszültséget alkalmazunk, az eszközben inverziós réteg is kialakulgat: ez azt jelenti, hogy például egy n-típusú MIS eszközben negatív előfeszítés hatására a félvezető határfelületen a 
A sávelhajlás mértékének változtatásával befolyásolható, hogy milyen széles kiürített tartomány alakuljon a félvezető felületén, így végső soron d-t az előfeszítés mértéke határozza meg:
- Akkumuláció esetén a félvezető határfelületéhez közel jutnak a töltéshordozók, d lecsökken, az eszköz kapacitása megnő (az ábrán középen).
- Kiürítés esetén d megnövekszik, így az eszköz kapacitása csökken (az ábrán jobbra).
- Inverzió esetén a félvezető határfelületéhez közel a kisebbségi töltéshordozók (n-típusú félvezető esetén elektronlyukak) halmozódnak fel, d megnő, az eszköz kapacitása alacsony frekvencián megnövekszik.

P-típusú eszköz esetén a fenti jelenségek hasonlóan mennek végbe, azonban éppen ellenkező előjelű előfeszítések esetén lépnek fel azonos jelenségek, mint az n-típusúnál.

### A kapacitás mérése
A sávelhajlás következtében kialakuló kapacitásváltozás megmérésére különféle elektronikai módszerek alkalmazhatók. A mérendő eszköz kialakításától függően különféle helyettesítő áramkör képzelhető el, amelyben egy komponens képviseli a félvezető eszköz tiltott sávjának kapacitását.

## Alkalmazásai
A C-V mérések során a vizsgált eszköz egy helyettesítő áramkörrel jellemezhető, amelynek egyes komponensei az eszköz részeit reprezentálják. A helyettesítő áramkör attól függ, hogy milyen az eszköz kialakítása. A kondenzátorok kis és nagyfrekvenciás viselkedése közti elektromos különbség miatt általában a C-V mérést is külön értelmezik kis- és nagyfrekvenciás esetre. Ennek megfelelően {\displaystyle C_{kf}} jelöli a vizsgált eszköz kisfrekvenciás, {\displaystyle C_{nf}} a nagyfrekvenciás kapacitását.

### MIS-szerkezet

MIS kondenzátor sematikus rajza

A MIS (fém-szigetelő-félvezető) szerkezeten alapuló eszközök (pl. MOSFET, MOSCAP) esetén a C-V mérés során az alábbi helyettesítő áramkörrel vehetjük figyelembe az eszköz elektromos viselkedését.
- Akkumulációban nincs kiürített tartománya, így az eszköz teljes kapacitása pusztán a szigetelő kapacitásából adódik:

{\displaystyle C_{kf}=C_{nf}=C_{szig},}
ahol {\displaystyle C_{szig}} a szigetelő réteg kapacitása.
- Kiürítés esetén az eszköz kapacitása a szigetelő réteg kapacitásának és a kiürített tartomány kapacitásának soros kapcsolásaként értelmezhető:

{\displaystyle C_{kf}=C_{nf}=C_{szig}\times C_{kt}={\frac {1}{{\frac {1}{C_{szig}}}+{\frac {1}{C_{kt}}}}}={\frac {1}{{\frac {1}{C_{szig}}}+{\frac {d}{\varepsilon }}}},}
ahol {\displaystyle \times } a replusz művelet jele, {\displaystyle C_{kt}={\frac {\varepsilon }{d}}} a kiürített tartomány egységnyi felületének kapacitása, {\textstyle d={\sqrt {\frac {2\varepsilon \Phi _{f}}{qN_{d}}}}} pedig a kiürített tartomány szélessége, {\displaystyle \Phi _{f}} a felületi potenciál, {\displaystyle q} az elemi töltés, {\displaystyle N_{d}} pedig a térfogati donorkoncentráció. A mérés ezen szakaszában a kiürítés mértékétől, tehát az előfeszítés nagyságától függ az eszköz kapacitása.
- Inverzió esetén eltérő viselkedést mutat az eszköz kis- és nagyfrekvencián. A kisfrekvenciás kapacitás megfelel a szigetelő kapacitásának:

{\displaystyle C_{kf}=C_{szig},}
míg a nagyfrekvenciás kapacitás megegyezik a szigetelő és a kiürített tartomány sorba kapcsolat kapacitásaival:
{\displaystyle C_{nf}=C_{szig}\times C_{kt}={\frac {1}{{\frac {1}{C_{szig}}}+{\frac {1}{C_{kt,max}}}}}={\frac {1}{{\frac {1}{C_{szig}}}+{\frac {d_{max}}{\varepsilon }}}},}
ahol {\displaystyle C_{kt,max}} a kiürített tartomány maximális kapacitása, {\displaystyle d_{max}} pedig a kiürített tartomány maximális szélessége.

### Tananyagok, ismeretterjesztő weblapok
- Mikroelektronika és technológia, V.  sz gyakorlat - Kapacitás-feszültség mérése félvezetõ rétegszerkezeteken. BME VIK EET. (Hozzáférés: 2019. január 23.)[halott link]
- Cristea, Miron J: Capacitance-voltage profiling techniques for characterization of semiconductor materials and devices. arXiv.org , 2010. november 15. (Hozzáférés: 2019. január 23.)

### Szakkönyvek, szakcikkek
- S. Berberich, P. Godignon, M.L. Locatelli, J. Millán, H.L. Hartnagel (1998). „High frequency CV measurements of SiC MOS capacitors” (angol nyelven). Solid-State Electronics 42 (6), 915–920. o, Kiadó: Elsevier. DOI:10.1016/s0038-1101(98)00122-1. ISSN 0038-1101.
- Dieter K. Schroder. Semiconductor material and device characterization (angol nyelven). IEEE Press Wiley (2006). ISBN 978-0-471-73906-7. OCLC 163140623
- Bart Van Zeghbroeck: Principles of Electronic Devices (angol nyelven). ecee.colorado.edu, 2011. [2018. november 11-i dátummal az eredetiből archiválva]. (Hozzáférés: 2019. január 23.)
- Lachlan E.Black. Appendix A. Capacitance–Voltage Measurements, New Perspectives on Surface Passivation: Understanding the Si-Al2O3 Interface (angol nyelven). Springer International Publishing. DOI: 10.1007/978-3-319-32521-7 (2016). ISBN 978-3-319-32520-0
- Kim Ji-Hong, Pragya R. Shrestha, Jason P. Campbell, Jason T. Ryan, David Nminibapiel, Joseph J. Kopanski, Cheung Kin P. (2019. január 23.). „Rapid and Accurate C-V Measurements” (angol nyelven). IEEE transactions on electron devices 63 (10). DOI:10.1109/TED.2016.2598855. PMID 28579633. (Hozzáférés: 2019. január 23.)

## További információ

### Online szimulátor
- MOSCAP C-V görbe szimulátor: Akira Matsudaira, Saumitra Raj Mehrotra, Shaikh S. Ahmed, Gerhard Klimeck, Dragica Vasileska (2014. július 23.). „MOSCap”, Kiadó: nanoHUB. DOI:10.21981/D3736M30D.